# Antarctophthirus
Antarctophthirus ist eine Gattung der Tierläuse, deren Vertreter als Ektoparasiten Robben befallen. Gattungsspezifische Merkmale sind die fünfgliedrigen Antennen und die schuppenartigen Borsten (Setae). Im Gegensatz dazu haben die ebenfalls beschuppten Lepidophthirus-Arten nur vier Antennensegmente. Typspezies ist Antarctophthirus ogmirhini.
Zur Gattung gehören folgende Arten:
- - Antarctophthirus callorhini, Wirt Nördlicher Seebär
  - Antarctophthirus carlinii, Wirt Weddellrobbe
  - Antarctophthirus lobodontis, Wirt Krabbenfresser
  - Antarctophthirus mawsoni, Wirt Rossrobbe
  - Antarctophthirus microchir, Wirte Australischer Seelöwe, Mähnenrobbe, Stellerscher Seelöwe
  - Antarctophthirus ogmirhini, Wirte Seeleopard, Weddellrobbe
  - Antarctophthirus trichechi, Wirt Walross